# High Voltage Racing
Die High Voltage Racing GmbH (HVR) ist ein deutscher Kindermotorradhersteller. 
Das Unternehmen wurde 2017 gegründet und befindet sich ein Weisendorf
(Landkreis Erlangen-Höchstadt) bei Herzogenaurach.
HVR entwickelt und baut Kindermotorräder mit elektrischem Antrieb zum Einsatz 
im Motocross- und Endurosport.

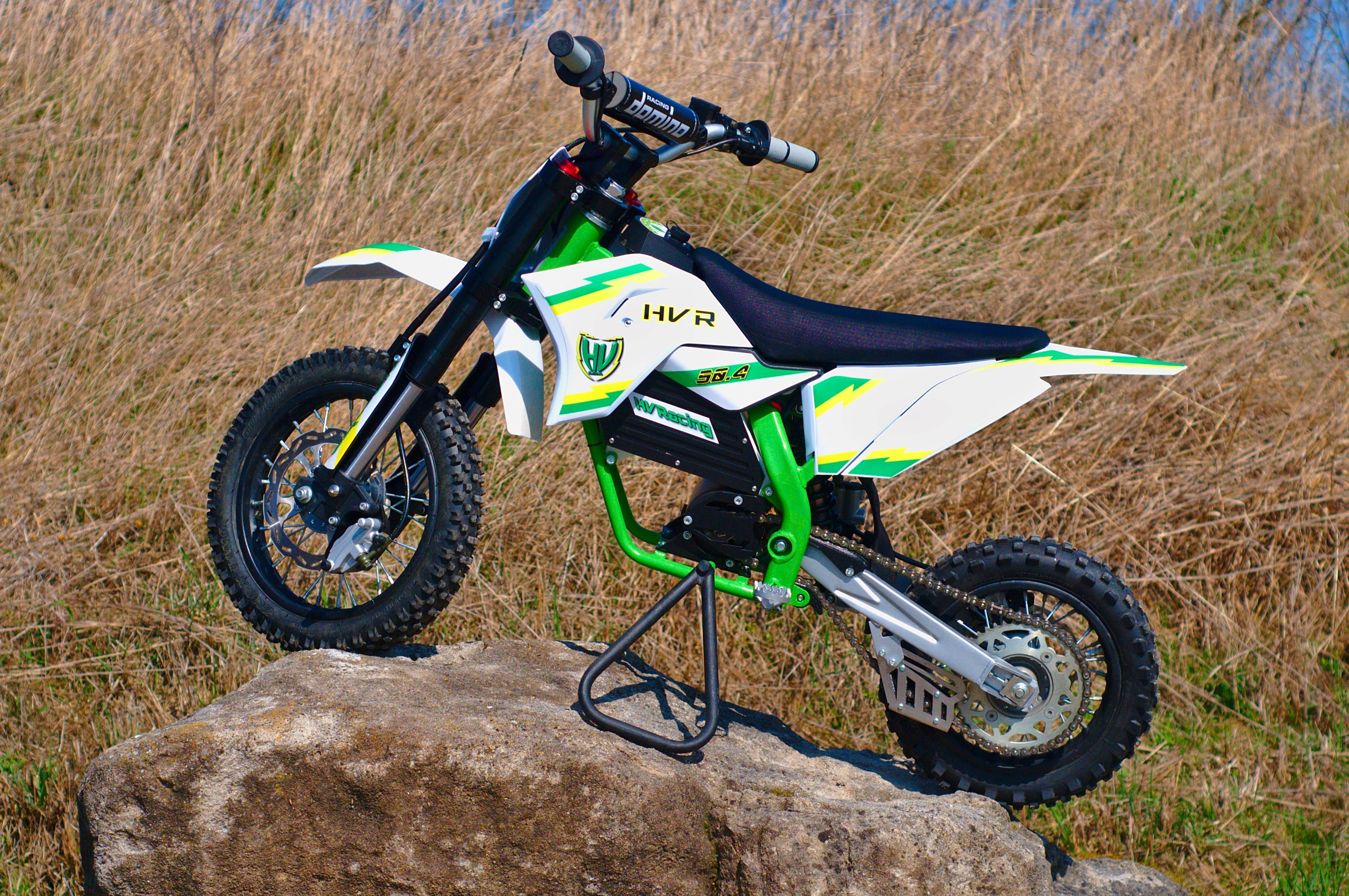
HVR Modell 50.4 Modelljahr 2019

Zurzeit werden Modelle für Kinder von ca. 3 bis zu ca. 13 Jahren hergestellt.
Die HVR-Motorräder sind durch die Verstellbarkeit der Antriebsleistung sowie 
der Geschwindigkeit, sowohl für Anfänger als auch für sehr schnelle junge Fahrer geeignet.
Die Spitzenleistung beträgt bis zu 8 kW (ca. 11 PS) die Maximalgeschwindigkeit beträgt bis zu 70 km/h.
Im September 2020 wurde die Modellpalette mit zwei neuen Modellen deutlich erweitert.

## Belege
1. ↑  Kinder Motocross - Motorräder aus Deutschland. Abgerufen am 7. November 2020 (deutsch).
2. ↑  Marko Barthel: HVR neue Modelle und neue Funktionen, die es Dieben schwer machen. In: Enduro.de - Magazin. 4. September 2020, abgerufen am 7. November 2020 (deutsch).